# Перинф
40°58′15″ пн. ш. 27°57′16″ сх. д. / 40.97089° пн. ш. 27.95454° сх. д.
Перинф (дав.-гр. Πέρινθος), або Гераклея Фракійська — давньогрецьке місто на європейському березі Мармурового моря.

## Історія
До появи греків на місці Перинфа знаходилося фракійське поселення, назвою якого швидше за все була Мігдонія. Біля 610 р. до н. е. місцевість колонізували вихідці з Самоса, яке назвали своє поселення Перинфом. Колоністи майже одразу були втянуті у конфлікт із сусідньою Селімбрією, яку підтримала її метрополія — Мегари. Проте завдяки підтримці самосців Перинф вийшов із війни переможцем 602 р. до н. е..
Наприкінці VI ст. до н. е. був завойований перським воєначальником Мегабазом і приєднаний — із збереженням самоврядування — до держави Ахеменідів. У V ст. до н. е. персів змінили афіняни, які залучили Перинф до Афінського морського союзу. З 357 р. до н. е. місто опинилося під фактичним протекторатом Візантія. У цей час у вжиток входять інші назви Перинфа, що вживалися поруч із основною — Гераклея Перинфська та Гераклея Фракійська.
У 340 році до н. е. місто взяв в облогу Філіпп II Македонський. Маючи у своєму розпорядженні штурмові вежі, вищі, за міські мури, цар сподівався на швидку перемогу. Але опір був відчайдушним. Не допомогли навіть підкопи і тарани. Коли македонянам вдалося зруйнувати частину муру, перинфяни швидко звели новий. Коли ворог прорвався всередину — оборонці розпочали бої на вулицях і таки витіснили македонян за межі міста. Філіп змушений був відступити. Перинф визнав македонську зверхність лише після поразки греків під Херонеєю (338 р. до н. е.).
З 146 р. до н. е. — місто під назвою Гераклея перейшло під владу Рима.
У 117 р. в Гераклеї Перинфській загинула християнська мучениця Глікерія (відома також як Глікерія Іраклійська).
Зараз на місці античного поселення розташоване турецьке місто Мармара Ереглісі.